# کابرانس
کابرانس دهستانی در استان آستوریاس اسپانیا است.
در این دهستان ۱٬۱۸۴ نفر زندگی می‌کنند. مساحت این دهستان ۳۸٫۳۱ کیلومتر مربع است.